# Bee Gees in Love
A Bee Gees In Love című lemez a Bee Gees  együttes 1984-ben, Brazíliában kiadott válogatáslemeze.

## Az album dalai
1. I Started a Joke (Barry, Robin és Maurice Gibb) – 3:08
2. How Can You Mend a Broken Heart (Barry és Robin Gibb) – 3:57
3. Massachusetts (Barry, Robin és Maurice Gibb) – 2:21
4. Run To Me (Barry, Robin és Maurice Gibb) – 3:01
5. My world (Barry és Robin Gibb) – 4:18
6. Words (Barry, Robin és Maurice Gibb) – 3:18
7. Tomorrow Tomorrow (Barry Gibb, Maurice Gibb) – 3:53
8. Too Much Heaven (Barry, Robin és Maurice Gibb) – 4:56
9. Love So Right (Barry, Robin és Maurice Gibb) – 3:31
10. Reaching Out (Barry, Robin és Maurice Gibb) – 4:04
11. I’ve Gotta Get a Message To You (Barry, Robin és Maurice Gibb) – 2:56
12. Lonely Days (Barry, Robin és Maurice Gibb) – 3:48
13. Elisa (Barry, Robin és Maurice Gibb) – 2:50
14. Israel (Barry és Robin Gibb) – 3:45

## Közreműködők
- Bee Gees